# IEC 62262
IEC 62262 (o grau IK) és una normativa internacional (creada per l'IEC) que conté un conjunt d'assajos ambientals que classifica i avalua el grau de protecció proveït contra els impactes externs, mitjançant envolupants i caixes electromecàniques. La darrera versió de la norma es pot esbrinar aquí.

## Descripció
La norma IEC 62262 especifica :
- Condicions de realització dels assajos.
- Condicions atmosfèriques aplicades.
- Nombre d'impactes i la seva distribució.
- Els diferents tipus de martell per a produir l'impacte i els nivells d'energia.

Graus d'impacte i nivells d'energia :
| Grau IK                       | IK00            | IK01 | IK02 | IK03 | IK04 | IK05 | IK06 | IK07 | IK08 | IK09 | IK10 |
| ----------------------------- | --------------- | ---- | ---- | ---- | ---- | ---- | ---- | ---- | ---- | ---- | ---- |
| Energia d'impacte (en joules) | sense protecció | 0,14 | 0,2  | 0,35 | 0,5  | 0,7  | 1    | 2    | 5    | 10   | 20   |

Paràmetres de cada grau IK :
| Grau IK                       | IK00            | IK01 a IK05 | IK06      | IK07 | IK08 | IK09 | IK10 |
| ----------------------------- | --------------- | ----------- | --------- | ---- | ---- | ---- | ---- |
| Energia d'impacte (en joules) | sense protecció | <1          | 1         | 2    | 5    | 10   | 20   |
| Radi en mm del martell        | "               | 10          | 10        | 25   | 25   | 50   | 50   |
| Material                      | "               | Poliamida   | Poliamida | Acer | Acer | Acer | Acer |
| Massa en Kg                   | "               | 0,2         | 0,5       | 0,5  | 1,7  | 5    | 5    |
| Martell en pèndol             | "               | Sí          | Sí        | Sí   | Sí   | Sí   | Sí   |
| Martell en molla              | "               | Sí          | Sí        | Sí   | No   | No   | No   |
| Martell en caiguda lliure     | "               | No          | No        | Sí   | Sí   | Sí   | Sí   |